# Manuel Abad y Queipo
Manuel Abad y Queipo (1751 – 1825) foi um clérigo católico romano espanhol, nomeado bispo de Michoacán no México.

## Biografia
Nascido em Vilapedre, Astúrias, Manuel Abad y Queipo estudou a carreira eclesiástica na Catalunha, obtendo a ordem sacerdotal por volta do ano de 1778. Um ano depois mudou-se para o vice-reino do México, onde ocupou cargos importantes no Tribunal de Capelania de Valladolid (mais tarde Morelia), do Estado de Michoacán, primeiro como promotor fiscal e depois como juiz de bens.
Foi nomeado bispo de Michoacán em 1811, mas resignou no mesmo ano.
Por defender os interesses da colônia, o vice-rei acusou-o de traição e simpatia pelos rebeldes, obrigando-o, por volta de 1814, a regressar a Espanha. Fernando VII o absolveu das acusações e nomeou-o Ministro da Graça e da Justiça, cargo que ocupou por pouco tempo, porque foi preso pela Inquisição, suspeito de liberalismo. Em 1820, foi liberto pelos constitucionalistas e nomeado bispo de Tortosa; isto motivou que em 1824 fosse novamente encerrado num convento, o de Santa María de la Sisla, onde faleceu.

Padre Abad foi autor de numerosos escritos.